# Nycomed
Nycomed  (произносится Никомед) — швейцарская фармацевтическая компания, входит в число 30 крупнейших фармацевтических компаний мира по объемам продаж. В сентябре 2011 была выкуплена крупнейшей в Азии фармацевтической компанией из Японии, Takeda Pharmaceutical. Штаб-квартира компании расположена в Цюрихе (с 2007 года; ранее штаб-квартира размещалась в датском городе Роскилле).
Продукция производится в Норвегии, Дании, Польше, Австрии, Бельгии, Германии, Эстонии, Индии, Мексике, Бразилии, Аргентине и России.

## История
Основана в Норвегии в 1874 году как компания, торгующая фармацевтическими препаратами провизором Мортеном Нюегором (Morten Nyegaard). При основании компания получила название Nyegaard & Со (сокращенно — Nyco). В 1913 году компания начала производство лекарств-дженериков. В декабре 2006 года поглотила фармацевтическую компанию Altana Pharma.
В сентябре 2011 года Takeda Pharmaceutical приобрела Nycomed за 9.6 млрд евро.

## Собственники и руководство
Основные акционеры — фонд Nordic Capital (42,7 %), DLJ Merchant Banking (25,9 %), Coller International Partners (9,7 %), Avista Capital Partners (6,6 %).
Главный управляющий — Хокан Бьерклунд.

## Деятельность
В 13 странах мира (Норвегия, Дания, Финляндия, Ирландия, США, Эстония и др.) насчитывается 19 заводов компании. Основные лекарственные препараты, выпускаемые компанией — пантопразол (46 % оборота компании), актовегин (70 % продаж — на рынках России и СНГ), кальций-Д3-никомед, куросурф и др.
Никомед ежегодно выдает четыре гранта на исследования в сумму в € 20,000, лучшим учёным при Констанцском Университете, Германия.

### Показатели деятельности
Число сотрудников компании — около 12 тыс. человек.
Выручка в 2010 году составила 3,2 млрд евро (в 2009 также 3,2 млрд евро), EBITDA — 851 млн евро (в 2009 году — 1,1 млрд евро).
Выручка в 2006 году составила 869,9 млн евро (в 2005 году — 747,5 млн евро), чистый убыток — 83,4 млн евро (81 млн евро). С учетом показателей компании Altana Pharma, купленной в декабре 2006 года, выручка объединенной компании в 2006 году — 3,4 млрд евро.

### Nycomed в России
Компания продавала свои препараты еще в годы существования СССР. По оценкам экспертов, выручка от российского рынка составляет около 10 % совокупных продаж компании; Nycomed входит в десятку крупнейших компаний рынка лекарств страны.
Официальное представительство компании «Nycomed» в России было основано в 1993 году.
В 2010 году Nycomed начала строительство собственного предприятия в Ярославле. Ожидалось, что инвестиции в завод составят 75 млн евро, а откроется он в 2013 году. Завод открыт в октябре 2013 г., работает под брендом Такэда.